# Thomas Hinrichs
Thomas Hinrichs (* 1968 in Aurich-Sandhorst) ist ein deutscher Journalist und seit 1. Mai 2014 für Hörfunk, Fernsehen und Online zuständiger Informationsdirektor im Bayerischen Rundfunk, wo er für den Programmbereich „B5 aktuell – Politik und Wirtschaft“, den Programmbereich „Politik“, den Programmbereich „Sport und Freizeit“ sowie für alle Digitalmedien unter der Marke BR24 und die Aktivitäten des Bayerischen Rundfunks in den Social Medias verantwortlich zeichnet.

## Leben

### Ausbildung
Hinrichs studierte Geschichte, Germanistik, Publizistik und Jura in Göttingen, am Amherst College in Massachusetts und in München. Seit 1990 arbeitete er neben dem Studium als freier Mitarbeiter für verschiedene Tageszeitungen und Zeitschriften. Seine ersten Kontakte zum Fernsehen hatte Hinrichs 1993 als Hospitant im ZDF-Landesstudio Bremen.

### Beruflicher Werdegang
1995 war Hinrichs bei Deutsche Welle TV in Washington, D.C. tätig. Von 1995 bis 1996 arbeitete er als freier Mitarbeiter im Ressort Innenpolitik und Zeitgeschehen beim Bayerischen Rundfunk (BR) in München. 1996 stellte ihn der Bayerische Rundfunk als Redakteur für das Nachrichtenmagazin Report München fest an. Im November 1997 ging Hinrichs als TV-Korrespondent ins ARD-Studio Bonn, ab 1999 arbeitete er als Fernsehkorrespondent mit Schwerpunkt Steuern und Finanzen im ARD-Hauptstadtstudio Berlin. Als Redaktionsleiter leitete er von 2004 bis 2005 das ARD-Mittagsmagazin in München. Von Januar 2006 bis Ende 2013 war Hinrichs der zweite Chefredakteur von ARD-aktuell in Hamburg.

### BR-Informationsdirektor
Die Berufung von Hinrichs zum Informationsdirektor des Bayerischen Rundfunks erfolgte am 5. Dezember 2013. Am 19. Juli 2018 hat der Rundfunkrat des Bayerischen Rundfunks der Wiederberufung von Thomas Hinrichs als Informationsdirektor bis zum 30. April 2024 zugestimmt.
Thomas Hinrichs sei mit Leidenschaft Journalist, habe höchste Nachrichtenkompetenz und trage seit langem Personalverantwortung. Dies seien die besten Voraussetzungen für seine neuen Aufgaben als Informationsdirektor, sagte BR-Intendant Ulrich Wilhelm. Als einer der beiden Chefredakteure bei ARD-aktuell habe er mit seinem Team das Weltgeschehen täglich für ein Millionenpublikum aufbereitet und im Internet zugleich die Marke Tagesschau gefestigt.
Als Informationsdirektor leitet Thomas Hinrichs die trimedial aufgestellte Programmdirektion des Bayerischen Rundfunks, in der alle Informationsprogramme und aktuellen Angebote von Hörfunk, Fernsehen und Online zusammengefasst sind. Er ist für den Programmbereich „B5 aktuell – Politik und Wirtschaft“ im Hörfunk zuständig. Im Fernsehen trägt er die Verantwortung für den Bereich „Politik/Wirtschaft“ mit Sendungen wie Report München, Kontrovers, Rundschau, Abendschau, den Bürgersendungen, Unser Land und „Unkraut“. Im Fernsehen ist er außerdem für die Programmbereiche „Politik“ sowie „Sport und Freizeit“ verantwortlich. Die frühere Redaktion Telemedien hat Hinrichs aufgelöst und alle Digitalmedien unter der Marke BR24 gebündelt. In seinen Zuständigkeitsbereich fällt die Mitgestaltung und Zulieferung des BR´s an Das Erste, an Phoenix und die Tagesschau24. Seit dem 1. Januar 2019 ist ihm die Abteilung Software Entwicklung und Plattformen (SEP) sowie Digitale Entwicklung und Social Media zugeordnet. Hinrichs trägt die Gesamtverantwortung für Etat, Personal sowie Inhalt und Gestaltung der Sendungen und Angebote aus diesen Redaktionen und Programmbereichen. Er ist zudem verantwortlich für die zum Bayerischen Rundfunk gehörenden ARD-Studios im Ausland in Rom, Tel Aviv, Istanbul, Teheran, Wien und Buenos Aires. Im Rahmen der Informationsdirektion bündelt der Bayerische Rundfunk Programmbereiche aus Hörfunk, Fernsehen und Online-Angebot unter einem Dach – in dieser Organisationsform seinerzeit der weitreichendste Schritt hin zur Trimedialität im öffentlich-rechtlichen Rundfunksystem.

### Trivia
Hinrichs ist Mitglied der evangelisch-lutherischen Kirche. Er ist verheiratet und Vater von zwei Kindern.